# Guayatá
Guayatá è un comune della Colombia facente parte del dipartimento di Boyacá.
Il centro abitato venne fondato da Andrés José Medina nel 1810, mentre l'istituzione del comune è del 6 aprile 1821.